# 北卡羅頓 (密西西比州)
北卡羅頓（英語：North Carrollton）是位於美國密西西比州卡羅爾縣的城鎮。

## 人口
根據2020年美國人口普查的數據，北卡羅頓的面積為0.82平方千米，皆為陸地。當地共有人口405人，而人口密度為每平方千米494人。